# Charanyca quadrigrammica
Charanyca quadrigrammica är en fjärilsart som beskrevs av Lenz. Charanyca quadrigrammica ingår i släktet Charanyca och familjen nattflyn. Inga underarter finns listade i Catalogue of Life.